# Campionati del mondo di atletica leggera 2023 - 10000 metri piani maschili
La specialità dei 10000 metri piani maschili dei campionati del mondo di atletica leggera 2023 si è svolta il 20 agosto al Centro nazionale di atletica leggera di Budapest, in Ungheria.

## Podio
| Pos.    | Atleta           | Nazionalità | Tempo    |
| ------- | ---------------- | ----------- | -------- |
| Oro     | Joshua Cheptegei | Uganda      | 27'51"42 |
| Argento | Daniel Ebenyo    | Kenya       | 27'52"60 |
| Bronzo  | Selemon Barega   | Etiopia     | 27'52"72 |

## Situazione pre-gara

### Record
Prima di questa competizione, il record del mondo (RM) e il record dei campionati (RC) erano i seguenti.
| Record                | Prestazione | Atleta                  | Data                             | Competizione  |
| --------------------- | ----------- | ----------------------- | -------------------------------- | ------------- |
| Record mondiale       | 26'11"00    | Joshua Cheptegei Uganda | 7 ottobre 2020 Valencia, Spagna  |               |
| Record dei campionati | 26'46"31    | Kenenisa Bekele Etiopia | 17 agosto 2009 Berlino, Germania | Mondiali 2009 |

### Campioni in carica
I campioni in carica a livello mondiale e olimpico erano:
| Campione | Atleta                  | Prestazione | Data                               | Competizione         |
| -------- | ----------------------- | ----------- | ---------------------------------- | -------------------- |
| Olimpico | Selemon Barega Etiopia  | 27"43'22    | 30 luglio 2021 Tokyo, Giappone     | Giochi olimpici 2021 |
| Mondiale | Joshua Cheptegei Uganda | 27'27"43    | 17 luglio 2022 Eugene, Stati Uniti | Mondiali 2022        |

### La stagione
Prima di questa gara, gli atleti con le migliori tre prestazioni dell'anno erano:
| Pos. | Atleta                      | Prestazione | Data                                           |
| ---- | --------------------------- | ----------- | ---------------------------------------------- |
| 1    | Berihu Aregawi Etiopia      | 26'50"66    | 23 giugno 2023 Nerja, Spagna                   |
| 2    | Selemon Barega Etiopia      | 26'51"87    | 23 giugno 2023 Nerja, Spagna                   |
| 3    | William Kincaid Stati Uniti | 27'06"37    | 04 marzo 2023 San Juan Capistrano, Stati Uniti |

## Risultati

### Finale
La finale è stata disputata alle 18:25 del 20 agosto.
| Posizione    | Atleta              | Nazionalità | Tempo    | Note                                     |
| ------------ | ------------------- | ----------- | -------- | ---------------------------------------- |
|              | Joshua Cheptegei    | Uganda      | 27'51"42 | Miglior prestazione personale stagionale |
|              | Daniel Ebenyo       | Kenya       | 27'52"60 |                                          |
|              | Selemon Barega      | Etiopia     | 27'52"72 |                                          |
| 4            | Berihu Aregawi      | Etiopia     | 27'55"71 |                                          |
| 5            | Bernard Kibet       | Kenya       | 27'56"27 |                                          |
| 6            | Mohammed Ahmed      | Canada      | 27'56"43 | Miglior prestazione personale stagionale |
| 7            | Rodrigue Kwizera    | Burundi     | 28'00"29 | Miglior prestazione personale stagionale |
| 8            | Nicholas Kipkorir   | Kenya       | 28'03"38 |                                          |
| 9            | Yann Schrub         | Francia     | 28'07"42 | Miglior prestazione personale stagionale |
| 10           | Birhanu Balew       | Bahrein     | 28'08"03 | Miglior prestazione personale stagionale |
| 11           | William Kincaid     | Stati Uniti | 28'08"71 |                                          |
| 12           | Yemaneberhan Crippa | Italia      | 28'16"40 |                                          |
| 13           | Isaac Kimeli        | Belgio      | 28'20"77 | Miglior prestazione personale stagionale |
| 14           | Adriaan Wildschutt  | Sudafrica   | 28'21"40 |                                          |
| 15           | Ren Tazawa          | Giappone    | 28'25"85 |                                          |
| 16           | Sean McGorty        | Stati Uniti | 28'27"54 |                                          |
| 17           | Santiago Catrofe    | Uruguay     | 28'28"49 | Record nazionale                         |
| 18           | Zerei Mezngi        | Norvegia    | 28'30"76 |                                          |
| 19           | Merhawi Mebrahtu    | Eritrea     | 28'50"62 |                                          |
| 20           | Joe Klecker         | Stati Uniti | 29'03"41 |                                          |
| 21           | Nils Voigt          | Germania    | 29'06"79 |                                          |
| 22           | Rogers Kibet        | Uganda      | 29'10"07 |                                          |
|              | Carlos Diaz Del Dio | Cile        | dnf      |                                          |
| Yismaw Dillu | Etiopia             | dnf         |          |                                          |
| Joel Ayeko   | Uganda              | dnf         |          |                                          |